# Claude Beylie
Claude Beylie (Sarlat, 22 februari 1932 - Cannes 30 januari 2001) was een Frans filmcriticus en historicus. Hij schreef onder andere voor het tijdschrift Cahiers du cinéma.
- Biblioteca Nacional de España: XX1047444
- Bibliothèque nationale de France: cb11891880g (data)
- Gemeinsame Normdatei: 171976428
- International Standard Name Identifier: 0000 0001 0903 4942
- Library of Congress Control Number: n83014990
- Nationale Bibliotheek van Letland: 000007855
- Nationale Bibliotheek van Tsjechië: xx0152352
- Nationale Bibliotheek van Israël: 987007455089305171
- Nederlandse Thesaurus van Auteursnamen: 070814643
- Istituto Centrale per il Catalogo Unico: LO1V021281
- Système universitaire de documentation: 026726769
- Virtual International Authority File: 56605994
- WorldCat: E39PBJth8MHpxMKyh3tBmVKcfq